# Canavalia macrobotrys
Canavalia macrobotrys är en ärtväxtart som beskrevs av Elmer Drew Merrill. Canavalia macrobotrys ingår i släktet Canavalia och familjen ärtväxter. IUCN kategoriserar arten globalt som livskraftig. Inga underarter finns listade i Catalogue of Life.